# Battlefield 2142
Vous lisez un « bon article » labellisé en 2007.
Battlefield 2142, BF2142 ou plus rarement BTF2142, est un jeu vidéo de tir à la première personne en ligne basé sur le jeu d'équipe. Développé par DICE, le jeu est sorti le 18 octobre 2006 sur les plates-formes Microsoft Windows et a été porté sur Mac OS X un an plus tard.
Son scénario prend place au milieu du XXIIe siècle, pendant une nouvelle ère glaciaire. Il fait s'affronter deux équipes de joueurs, dont l'objectif est la capture de zones clés, pendant des parties durant entre un quart d'heure et une demi-heure. Il est destiné au jeu en multijoueur, supportant jusqu'à soixante-quatre joueurs sur un serveur ou permet de jouer seul avec quinze bots en mode Conquête. Il met en place un système de classement similaire à celui Battlefield 2, permettant de faire des statistiques sur les joueurs. Le jeu connaît un assez grand succès sur Internet. Un mois après sa sortie, plus d'un million de parties ont été jouées. À la suite de cet engouement des joueurs, l'éditeur Electronic Arts a sorti une extension appelée Northern Strike, qui contient de nouveaux éléments de jeu.

## Scénario
En 2106, le monde subit une glaciation. Après une centaine d'années de débats et de discorde à propos du réchauffement climatique, les gouvernements du monde durent admettre la vérité : une nouvelle ère glaciaire arrivait.
Le danger glaciaire venant du nord, la glace ne cessant de progresser au fil du temps a réduit la surface habitable et le nombre de ressources disponibles, provoquant ainsi des guerres sans merci dans le monde. Des conflits à petite échelle se sont transformés en confrontations majeures, ce qui provoqua l'union de plusieurs nations pour former de nouvelles superpuissances : les forces de l'Union européenne (UE) et l'armée de la Coalition Panasiatique (CPA). La formation de ces alliances ont permis la fusion des connaissances et des ressources pour le développement de nouvelles technologies de guerre : les Titans, vastes vaisseaux à la puissance destructrice colossale faits pour dominer l'espace aérien, et les arpenteurs de combat (ou méchas) lourdement armés, créés pour réduire les forces d'infanterie.
Au début de l'année 2138, les factions du monde se sont énormément fortifiées, prêtes à combattre pour les dernières terres habitables et les dernières ressources restantes, la glaciation ayant rendu inhospitaliers les territoires du nord. Les tensions se sont accentuées entre les factions pour avoir le contrôle des dernières ressources viables à la vie humaine. Craignant une invasion de la CPA sur les plaines très fertiles de l'Afrique du Nord, l'Union européenne a concentré ses ressources autour de la mer Méditerranée, prête à assister l'Union des États africains. Une percée de deux bataillons de la CPA en Égypte sembla confirmer leurs soupçons, mais les attaques étaient souvent des feintes, pour ainsi faire diversion et cacher l'objectif principal de la CPA : détruire la majorité du pouvoir militaire de l'UE, toujours situé en Europe. En 2139, la CPA lance l'assaut sur Minsk.
Après la défaite de l'armée de l'UE en Europe, il était temps pour la Coalition Panasiatique d'attaquer l'Afrique, toujours occupée par l'UE. En février 2142, l'UE construisit le Mur de la Méditerranée, une ligne de défense tout le long de la côte nord-africaine, s'étalant du Maroc jusqu'à l'Égypte. En attendant, la Coalition Panasiatique élaborait une série de plans de diversion sous les noms de code Kupalo, Dazhbog et Perun. Ces exercices étaient faits pour diviser et préoccuper les forces de l'UE en préparation de la mission principale de la CPA, l'Opération Mère Patrie, un assaut simultané sur de multiples fronts du continent africain.
En 2145, la CPA occupe l'Europe mais l'Afrique résiste toujours. L'UE décide alors de lancer l'opération Northern Strike, une contre-offensive visant à reprendre certains points clés de l'Europe, tous situés en Allemagne : l'un en Bavière, l'autre à Remagen et le dernier à Leipzig.

## Système de jeu

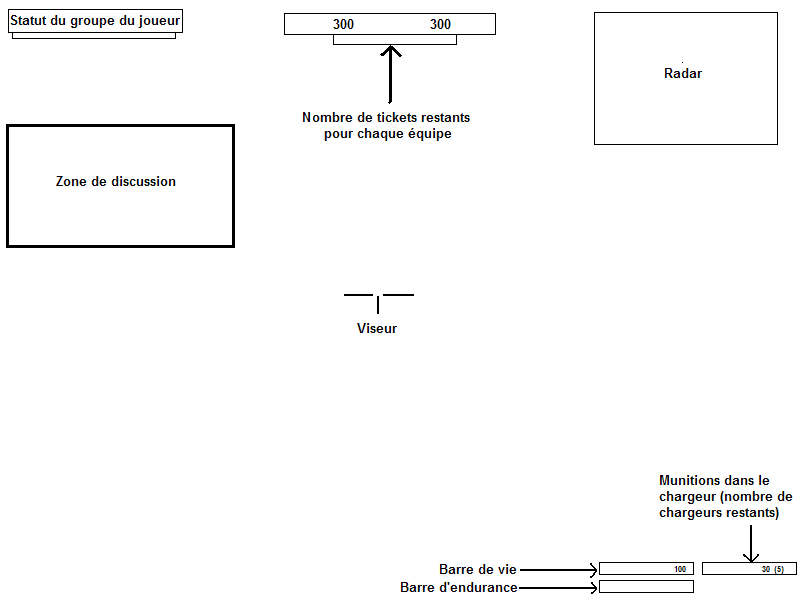
Reproduction de l'interface du joueur.

Battlefield 2142 utilise une modification du moteur de jeu de Battlefield 2 sans y apporter de changements significatifs. C'est le premier jeu dans l'histoire de la série à ne pas intégrer les États-Unis en tant que faction jouable. Battlefield 2142 intègre deux modes de jeu, le mode Conquête et le mode Titan, ce dernier ne pouvant être joué qu'en mode multijoueur sur certaines cartes. Le mode Conquête supporte jusqu'à soixante-quatre joueurs en ligne sur un seul serveur, tandis que le mode Titan n'en supporte normalement que quarante-huit à cause de problèmes de performance. Cependant, le mode Titan peut être modifié pour supporter soixante-quatre joueurs aussi. Le mode solo ne supporte que seize soldats sur le champ de bataille, avec quinze bots commandés par l'intelligence artificielle plus le joueur.
Battlefield 2142 contient quatre types de soldats différents pour les forces de l'UE et de la CPA : Assaut, Support, Sapeur, et Reco. Chaque type dispose d'armes et de combinaisons différentes, cependant ils partagent certaines armes et capacités communes. Le joueur peut choisir le type d'armure quand ils choisissent leur type de soldat avant d'arriver sur le champ de bataille. L'armure lourde (par défaut) offre une plus grande protection mais réduit la distance sur laquelle le joueur peut sprinter. L'armure légère, à l'inverse, offre moins de protection mais permet au joueur de sprinter plus longtemps et de récupérer plus rapidement.

### Caractéristiques du joueur
Chaque joueur dispose d'une barre de vie de 100 points. Lorsqu'un joueur est touché, soit par un projectile d'une arme d'un autre joueur, soit par une explosion, soit lorsqu'il tombe d'un point élevé, sa barre de vie diminue. Lorsqu'elle atteint 0, le joueur est dans l'incapacité de faire le moindre mouvement et passe en mode réanimation durant lequel un membre de son équipe peut le réanimer grâce à un défibrillateur. Si aucun joueur vient le réanimer durant cette période (d'une durée de quinze secondes), le joueur revient en renfort à partir d'un point sélectionné sur la carte. Il se peut aussi que dans une explosion, le joueur meure immédiatement et à ce moment-là, il ne peut être réanimé. Avant que la barre de vie du joueur n'atteigne 0, un médecin de son équipe peut le soigner et ramener sa santé à 100. Dernier point important : les dommages sur la barre de vie dépendent de l'arme ou de l'armure utilisée, de la localisation des dégâts, ainsi qu'éventuellement de la distance à l'explosion et de la hauteur du point de chute.
De plus, dans Battlefield 2142, chaque joueur dispose d'une plaque d'identité militaire sur laquelle est indiqué son nom ainsi qu'éventuellement son clan. Cette plaque d'identification a donné lieu à une "mini-guerre" dans laquelle les joueurs essaient de voler la plaque des autres joueurs pour en faire la collection, ce vol ne peut être fait qu'à l'aide du couteau, un passage dans le manuel du jeu y fait référence de manière explicite : "Astuce : une collection peut-être de nature morbide. Armé de votre couteau, vous pouvez tuer un ennemi à bout portant et ramasser sa plaque d'identification.". Dans le menu BFHQ, c'est-à-dire le menu dans lequel les statistiques du joueur sont exposées (grades, médailles, insigne, temps de jeu…), il existe un onglet plaques d'identification exposant toutes les plaques ramassées durant les parties en ligne.

### Modes de jeu
Il y a quatre modes de jeu différents : le mode Conquête, le mode Titan, le mode ligne d'assaut et le mode sans véhicules.
Le mode Conquête implique des joueurs combattant les uns contre les autres, où le but est de capturer et de défendre des points de résurrection, indiqués par des drapeaux fixes qui changent de couleur en fonction de la faction qui la contrôle. Il existe beaucoup de modes Conquête différents, Tête de pont, Double assaut et Assaut. Dans le mode Tête de pont, les deux équipes commencent avec un drapeau qui ne peut pas être capturé par l'équipe adverse. L'équipe qui possède la majorité des drapeaux permet de réduire le nombre de tickets progressivement chez l'ennemi. Ce handicap est constant et ne peut pas être augmenté même si l'équipe qui détient la majorité contrôle encore plus de drapeaux. En mode Double Assaut, une seule équipe dispose d'un drapeau imprenable, mais pas l'autre. En Assaut, les deux équipes n'ont pas de drapeau imprenable. Dans tous les modes Conquête, chaque résurrection d'un soldat coûte un ticket à l'équipe. Chaque point de contrôle apporte non seulement un point de résurrection, mais ils apportent aussi des véhicules à intervalles réguliers.
Le mode Titan implique des joueurs de deux équipes opposées où le but est de détruire le Titan adverse, tout en essayant de défendre le leur. Les Titans sont des vaisseaux de guerres extrêmement armés, qui disposent de puissants boucliers de protection rendant impossible l'intrusion de tout ennemi ou un assaut avec des armes conventionnelles. Tant que les boucliers sont actifs, les joueurs doivent combattre pour le contrôle des silos à missile anti-Titan dispersés sur le champ de bataille. Les Titans ne peuvent être déplacés que par le commandant de l'équipe. Chaque Titan a des défenses anti-unités au sol et anti-aériennes qui, quand elles sont utilisées, contribuent au combat au sol. Occasionnellement, les Titans ne sont pas déplacés, ou très peu, à cause de problèmes de latence, cependant, ils peuvent (et c'est souvent le cas) être déplacés jusqu'à ce qu'ils soient l'un à côté de l'autre. Les Titans peuvent être abordés par l'infanterie via des nacelles d'assaut lancées soit depuis un véhicule de transport de troupes, soit du Titan de l'équipe, soit par largage aérien via le signal d'une Balise de Renfort de Chef de Groupe, soit par avion de transport (qui peut aussi servir de point de résurrection). Les joueurs ne peuvent se poser sur le Titan que si le champ de protection est détruit. Les joueurs doivent ensuite détruire la carlingue en détruisant les quatre consoles de sécurité puis le cœur du réacteur lui-même, ou en continuant à contrôler les silos à missiles qui détruiront la carlingue. Les deux méthodes fonctionnent en même temps pour détruire le Titan. Quand le Titan est prêt à exploser, un compte à rebours de vingt secondes commence, alertant les joueurs à évacuer le Titan avant que le cœur du réacteur explose, emportant le Titan et tout ce qu'il y a à l'intérieur dans l'explosion. Ce mode de jeu dure au minimum une quinzaine de minutes, car les missiles anti-titan mettent du temps avant de détruire les boucliers et ainsi permettre l'abordage du Titan. La partie peut durer au maximum une demi-heure.
Le mode ligne d'assaut consiste à tout comme le mode conquête capturer le plus de points de contrôle possibles afin de faire baisser le nombre de tickets de l'adverdaire à zéro mais avec en plus pour une équipe un goliath qui permet à l'équipe qui attaque de tenter de prendre la base principale de l'ennemi et ainsi gagner la partie.
Le mode sans véhicules, qui est apparu lors de la sortie du patch 1.50, possède les mêmes caractéristiques du mode Conquête, la subtilité de ce mode résidant dans le fait qu'il se joue sans véhicules et tourelles. Il est disponible sur les 10 maps originales ainsi que sur Operation Shingle.

### Cartes de jeu

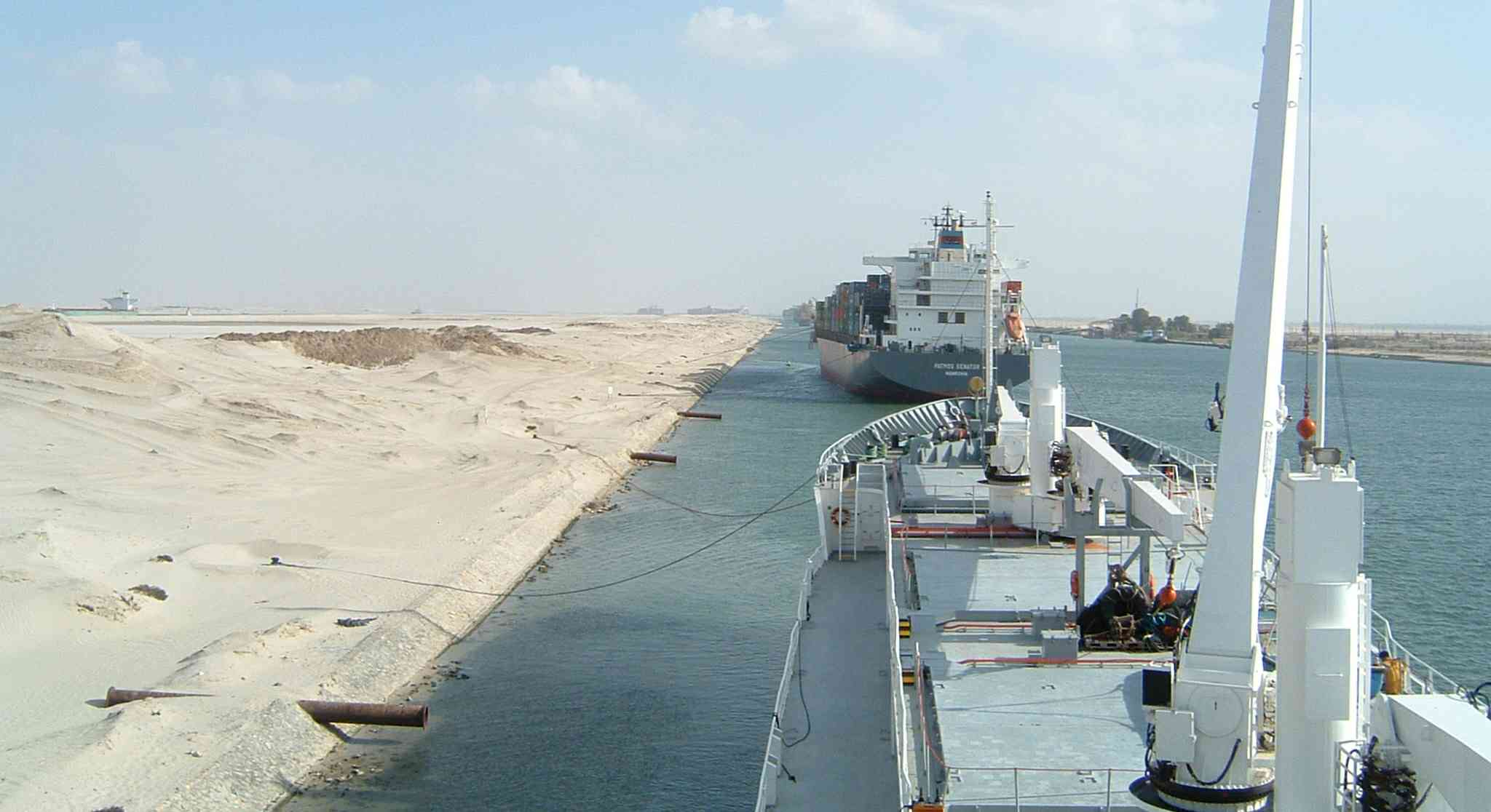
Le canal de Suez, lieu d'affrontements dans Battlefield 2142.

Dans le jeu, il y a un total de dix cartes, et ce total a été porté à treize avec le booster pack Northern Strike. Puis en novembre, une quatorzième carte, appelée Highway Tampa, a été incluse gratuitement dans le patch 1.40. Cette carte est déjà présente dans Battlefield 2. Elles sont divisées en deux catégories : le théâtre européen et le théâtre africain (le théâtre Northern Strike serait d'une certaine manière inclus dans le théâtre européen). Le théâtre européen présente des cartes systématiquement enneigées à cause de la glaciation, alors que le théâtre africain présente plus des environnements désertiques. Quatre des treize cartes sont situées en Allemagne. Certaines cartes comme Verdun ou Bridge at Remagen sont directement inspirées des batailles de la première ou de la Seconde Guerre mondiale. Si certaines cartes comme Minsk sont très ouvertes et permettent le support du mode Titan, d'autres comme le Camp Gibraltar sont très exiguës et offrent des affrontements très intenses sur une petite surface.
Le patch 1.50 ajoute deux cartes créées par la communauté : Wake Island 2142 (qui est une version spéciale de la célèbre carte Wake Island, présente sur Battlefield 1942, battlefield 1943 et Battlefield 2), et Operation Shingle. Le total des cartes est ainsi porté à seize.

### Évolution du joueur
Le joueur, au fur et à mesure de ses actions dans le jeu, engrange des points d'expérience. Plus il acquiert de points, plus il monte en grade. Il y a quarante-trois grades dans le jeu, divisés pour la plupart en format argent/or (par exemple il y aura d'abord Caporal argent avant Caporal or). Une fois le quarantième grade atteint (le général de brigade), il n'est plus possible de monter en grade. Le seul moyen d'accéder aux trois grades supérieurs est d'être sélectionné par Electronic Arts en acquérant le plus de points d'expérience dans la semaine. Le dernier grade, le Commandant suprême, est très spécial car il n'est décerné qu'à une seule personne par semaine.
Pour acquérir des points d'expérience, il faut non seulement capturer des bases, tuer des ennemis, rendre service à son équipe mais aussi obtenir des récompenses. Il existe des récompenses qu'on ne peut obtenir que pendant le jeu en ligne en remplissant certains objectifs. Certaines récompenses ont généralement de 2 à 5 objectifs à remplir, composés de critères "dans une manche" et de critères globaux. Le premier critère doit être accompli pendant une seule manche, et non en plusieurs manches. Les critères globaux sont des accumulations de tout ce que vous avez pu faire en jouant sur les serveurs classés. Par exemple, l'insigne de commandant du Titan (argent) vous demande en une manche d'être le commandant de votre équipe pendant vingt minutes et d'accumuler durant toutes vos parties 1 000 points de commandant. Chaque récompense (à l'exception des médailles, qui sont plus à valeur de prestige et qui sont les plus difficiles à obtenir) délivre un certain nombre de points d'expérience, facilitant l'accès à des rangs supérieurs. Les insignes, qui ont trois niveaux (bronze, argent, et or), et les rubans délivrent le plus de points, mais ne peuvent être obtenus qu'une seule fois, tandis que les broches rapportent peu de points, mais sont relativement faciles à atteindre et peuvent être gagnées plusieurs fois.
Le système de rangs et de points dans Battlefield 2142 est similaire à celui de Battlefield 2, cependant, les grades sont différents et purement fictifs. Comme pour Battlefield 2, une des fonctions clés de ce jeu est la « persistance du personnage », qui conserve pratiquement chaque aspect et chaque action qu'a fait le joueur durant ses parties. Cependant, à l'inverse de Battlefield 2, le joueur peut créer jusqu'à quatre soldats différents, alors que Battlefield 2 ne permettait de créer qu'un seul soldat par compte. Quand le jeu est joué en ligne sur certains serveurs (classés), un serveur maître conserve les points des joueurs, les rangs, l'équipement, et autres statistiques. Actuellement[Quand ?], les statistiques de n'importe quel joueur de Battlefield 2142 peuvent être consultés sur le site officiel ou sur des sites spécifiques.

### Véhicules

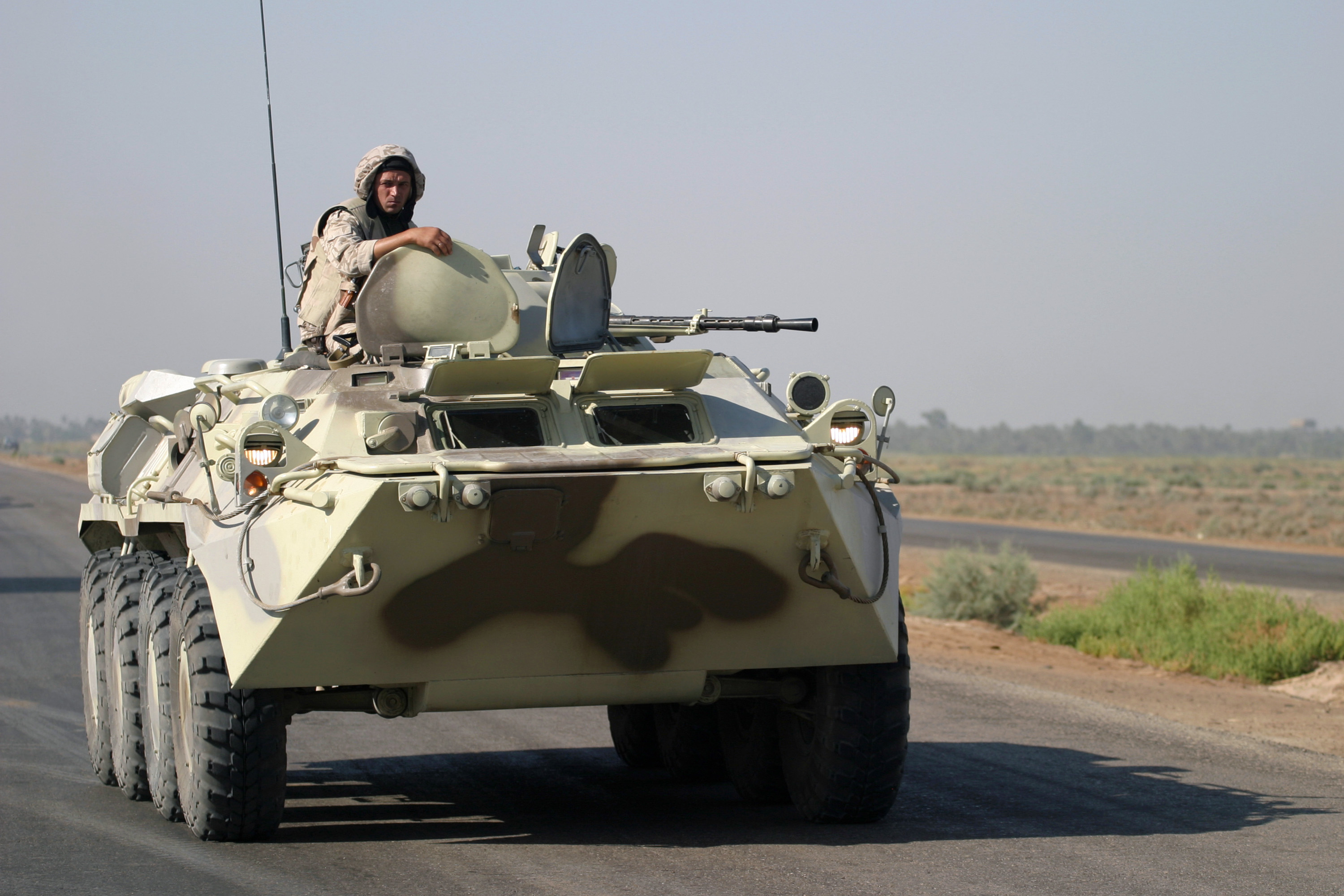
Un véhicule de transport de troupes BTR-80 de modèle russe de la Mission ukrainienne de maintien de la paix en Iraq. Dans Battlefield 2142, le transporteur de troupes de la CPA a pour nom BTR-4 Romanov, s'inspirant du véritable véhicule.

Le jeu propose de piloter six types de véhicules, divisés en deux catégories : les véhicules terrestres et les véhicules aériens. Il n'y a pas de véhicules maritimes, les étendues d'eau étant pratiquement inexistantes sur les cartes de Battlefield 2142. Les véhicules peuvent être utilisés par n'importe quel joueur. Dans les véhicules terrestres, on trouve un transporteur de troupes léger et un blindé, un tank et un arpenteur de combat. Ce dernier est nouveau dans la série, car l'épisode se déroulant dans le futur, des nouvelles technologies ont fait leur apparition. Les véhicules aériens sont au nombre de deux : l'aéronef de transport et l'avion de combat. Ils ont un pilotage proche de celui d'un hélicoptère.
Les véhicules peuvent contenir de deux à sept places, et peuvent se trouver dans certaines bases capturées. Si les véhicules aériens en mode Conquête sont rares, ils sont omniprésents en mode Titan car chaque équipe dispose des deux véhicules aériens sur son Titan. Si un véhicule est détruit, un nouveau véhicule identique apparaît à la base (ou le Titan) où il a été pris.

### Éléments à débloquer
Dans Battlefield 2142, à chaque fois qu'un joueur atteint un rang supérieur, il lui est possible de débloquer un élément. Il y a un total de cinquante éléments de différentes catégories : des éléments spécifiques à chaque classe de soldat, des éléments pour les chefs de groupe, et des éléments de capacité. Les éléments spécifiques à chaque type de soldat (Reco, Soutien, etc.) apportent des améliorations pour le type voulu. Les éléments de capacité sont communs à toutes les classes. Les éléments de chefs de groupe sont réservés à ces derniers et demandent un certain nombre de personnes dans le groupe pour pouvoir les utiliser. Les éléments sont déblocables progressivement et demandent aux joueurs de s'améliorer pour avoir un équipement plus performant. Un élément peut être débloqué temporairement pendant une partie si le joueur suit les ordres de son chef de groupe, ou rend service à son équipe en fournissant des munitions, en soignant des joueurs ou en réparant des véhicules endommagés. Ce type de déblocage, connu sous le nom de dotation de combat, persiste jusqu'à ce que le joueur soit déconnecté du serveur, et il est donc ainsi retiré de l'inventaire du joueur. La dotation de combat est une sorte de fonction d'« essayez avant d'acheter » permettant aux joueurs de se familiariser et d'estimer la puissance ou l'utilité de ces éléments avant d'en débloquer un définitivement. Certains éléments ne sont déblocables définitivement qu'après avoir acheté le kit d'extension Northern Strike. Cependant, il est toujours possible de les avoir temporairement en dotation de combat ou en prenant l'équipement d'un joueur mort qui dispose de ce type d'éléments.

## Développement
Il y eut des rumeurs en janvier 2006 selon lesquelles Battlefield 2142 était en développement grâce à une vidéo de trente secondes diffusée sur le net qui serait sortie des studios de DICE. La vidéo dit d'ailleurs que c'est un « test interne ». La preuve que le jeu se déroulerait dans le futur est que la vidéo montrait des véhicules et un environnement futuriste. Une photo exposant le mécha fut prise et ainsi fut utilisée comme preuve pour promouvoir le jeu.
Les rumeurs semblaient se confirmer quand Dan Blackstone, un producteur d'EA, affirma dans une interview :
Nous allons annoncer quelque chose d'énorme, donc soyez attentifs. J'ai donné un indice à une autre personne qui m'a interviewé, donc je vais vous la révéler aussi à vous : 3213/3*2. Ou une autre manière : S.R. 4588164.
S.R. est l'abréviation de Square root qui veut dire racine carrée en anglais. La racine carrée de 4588164 est égale à 2142 (3213 ÷ 3 × 2 est aussi égal à 2142), confirmant ainsi les rumeurs. La véritable preuve de l'existence du jeu était la vidéo diffusée par le magazine PC Gamer. Le 21 mars 2006, EA et DICE ont annoncé que le prochain jeu dans la série des Battlefield serait Battlefield 2142, dans leur mise à jour communautaire du 21 mars.
Dans le kit d'extension de Battlefield 2, Battlefield 2 : Forces blindées, sur la carte Soleil de Minuit, il y avait un muscle car pilotable avec une plaque minéralogique numérotée 2142. Dans le même kit d'extension, il y avait une publicité pour une montre, qui affichait 21:42, et un nuage en forme de champignon avec un message, « Watch For The Future. » (« Regardez vers le futur. ») Toujours dans Forces Blindées, le semi-remorque pilotable avait un magazine sur le siège du passager affichant en titre « Ice Age approaches » (« Une ère glaciaire approche »).
Battlefield 2142 fut officiellement annoncé à l'E3 2006, où il était jouable,.
La bêta de Battlefield 2142 sortit dans la troisième semaine du mois d'août, après avoir généré un engouement énorme. Cependant, il fut révélé que la bêta qui était disponible n'était pas « ouverte », ce qui déçut beaucoup de fans. Au départ, tout le monde croyait que la bêta était disponible pour les abonnés du site FilePlanet mais il fut révélé plus tard que cela fonctionnait sur un système d'invitations. À ce moment, la bêta fut accessible à certains abonnés de Fileplanet (les clés étaient distribués dans un système de « premier arrivé, premier servi ») et à ceux qui étaient invités. Certains sites de fans offraient des invitations pour la bêta de BF2142 dans des concours. Le 31 août, un grand nombre de clés furent distribuées par Fileplanet gratuitement, et le client bêta fut mis à jour. Cependant, le 2 septembre, la bêta fut fermée, toutes les clés ayant été distribuées. La bêta de Fileplanet se termina le 12 septembre 2006.

### Démo du jeu
EA a sorti une démo multijoueur du jeu sur la carte Sidi Power Plant dans les deux modes de jeu, Conquête et Titan. Le jeu comporte de nombreux serveurs gérés par EA, tous faits pour tourner uniquement sur la démo. Il est possible d'acquérir des points d'expérience dans la démo, mais il est impossible de débloquer des éléments ou de consulter ses statistiques. La démo comporte aussi tous les bugs présents dans la première version du jeu complet, permettant ainsi aux joueurs d'exploiter ces bugs qui ne sont pas présents dans la dernière version du jeu complet.

### Mises à jour
EA Games a sorti huit mises à jour (ou patchs) pour Battlefield 2142 à ce jour — la version 1.01, la version 1.05, la version 1.06, la version 1.10, la version 1.20, la version 1.25, la version 1.40 et la version 1.50. Toutes ces mises à jour sont listées sur le site officiel de Battlefield 2142. Ces mises à jour corrigent de nombreux problèmes de fermeture intempestive du jeu, d'exploitations de bugs, de problèmes de performance et de problèmes divers. Il y a parfois des débats comme quoi les mises à jour corrigent certains problèmes, mais que ces derniers sont toujours présents. Par exemple, un bug permettait aux chefs de groupe d'aller sur des endroits élevés impossibles à atteindre normalement grâce à leur drone, leur donnant ainsi un avantage notable, était supposé être corrigé dans la version 1.20. Cependant, il était toujours possible de faire ça dans la version 1.25.
Une septième mise à jour est sortie en novembre 2007 : la version 1.40. Cette version apporte de nouveaux changements au niveau des corrections de bugs et intègre une carte supplémentaire : Highway Tampa, déjà présente dans Battlefield 2. C'est la première nouvelle carte gratuite de Battlefield 2142.
En mai 2008, la version bêta du patch 1.50 est distribuée par EA. Quelques bugs récalcitrants ont été corrigés et deux nouvelles cartes, entièrement créées par la communauté Battlefield, sont incluses gratuitement : Wake Island 2142 et Operation Shingle.
Depuis juin 2008, le patch a été finalisé et est disponible actuellement sur la toile.

### Extension
Le 8 mars 2007, Electronic Arts a mis en vente le kit d'extension Northern Strike pour Battlefield 2142.
Dans Northern Strike, la bataille continue en Allemagne en 2145, six ans après le début de la guerre. La CPA a placé des places fortes dans les aires urbaines abandonnées à la suite de la glaciation. L'UE lance une contre-offensive sur l'Europe pour expulser la CPA de leurs terres. Le jeu original s'est vu ajouter trois nouvelles cartes, dix nouveaux éléments à débloquer (deux par classe de soldat plus deux éléments communs) et deux nouveaux véhicules. Enfin, deux nouveaux modes de jeu ont fait leur apparition.
De plus, EA a annoncé que ce booster pack serait uniquement téléchargeable sur EA Link (le logiciel de téléchargement en ligne d'EA, similaire à Steam) pour 10 €, au lieu de le mettre en vente dans les magasins (on peut cependant acheter, en magasin, un « code prépayé » pour, ensuite, télécharger le jeu). Northern Strike est toujours disponible en téléchargement.
Aujourd'hui, la grande majorité des versions boîte disponibles dans le commerce sont des versions comprenant le jeu original et l'extension Northern Strike, commercialisées sous le nom de Battlefield 2142 : L'intégrale. Enfin, le 22 novembre 2009, il fut annoncé que le patch 1.51 inclurait gratuitement l'extension Northern Strike.

## Accueil

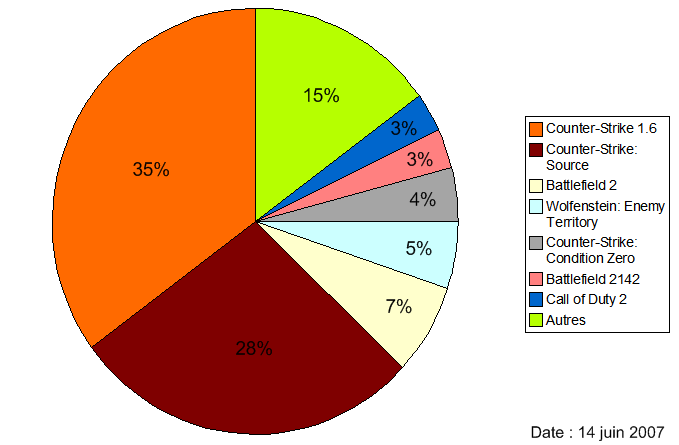
Répartition des joueurs de jeu de tir à la première personne : Battlefield 2142 à la 7e place.

Battlefield 2142 a généralement reçu des critiques positives : IGN a donné un 8.4/10 à Battlefield 2142 et GameSpot a noté le jeu 8.1/10. WorthPlaying a donné au jeu un 8.9/10 et affirma que « Battlefield 2142 continue la tradition de la combinaison des forces terrestres et aériennes, le tout dans des cartes gigantesques et un cocktail addictif que tout joueur cherchant un défi se doit de relever. » La note moyenne des lecteurs de GameRankings est de 6.6/10. Le magazine PC Gamer lui décerna une note de 86 % et Game Informer un 83 %.
En France, le site Jeuxvideo.com a donné un 15/20 et le site Gamekult lui a donné un 7/10. Au niveau de la presse papier, le magazine PC Jeux lui a décerné un 80 % et Jeux Vidéo Magazine lui a donné la note de 17/20 en citant que « Le nouveau mode Titan et les ajustements opérés sur le système de progression sont enthousiasmants ».
Cependant, le jeu a été moins bien noté que tous les autres épisodes de la série (sur PC). Selon le site GameRankings, Battlefield 2142 a une moyenne de 80 %. En comparaison, le premier opus a une moyenne de 88,6 %, le second épisode a une moyenne de 83,5 % et Battlefield 2 une moyenne de 90 %. Il semble que les épisodes utilisant le même moteur graphique soient moins bien notés que l'épisode original. Dans le cas de Battlefield 2142, il fut notamment critiqué que le jeu restait toujours sur les mêmes bases et innovait peu, bien que l'apparition du mode Titan soit appréciée.

## Autour du jeu

### Publicité
Battlefield 2142 est vendu avec un système de publicité dynamique intégré fourni par IGA Worldwide. Un système similaire est présent dans Splinter Cell Chaos Theory, et SWAT 4. Le système change les affiches en de vraies publicités. Ces publicités dans le jeu sont considérées comme des publiciels par certains, et il y eut certaines plaintes contre ces éléments intégrés au jeu. Certains joueurs ont aussi affirmé que le jeu était un logiciel espion qui surveille les habitudes de navigation du joueur. Cependant, les employés de DICE ont dit que les publicités dans le jeu n'étaient pas liées au navigateur web. La version australienne de Battlefield 2142 est cependant dépourvue de ce système puisque le jeu serait interdit s'il intégrait ce genre de système de publicités.
EA/DICE ont organisé un concours pour trouver de nouvelles idées de publicités fictives qui pourraient être mises sur les affiches et les panneaux encore vierges du jeu
. De plus, cette fonction permettant d'utiliser l'espace pour faire de la pub a permis de mettre de nouvelles rumeurs en marche grâce à des images énigmatiques. Intel a fait de la publicité dans ce jeu, et la chaîne Discovery Channel a placé des publicités dans le jeu pour leur programme « Future Weapons » (« Les armes du futur »).
Les panneaux publicitaires sans publicités réelles comportent souvent des avis de recrutement pour les factions, et de spubs pour « DICE Voyages ». Ces voyages représentent des cartes du jeu, comme Verdun ou Berlin, pour 2 142 €, avec des petits messages comme « Armes non incluses » ou « Aller simple. » Certains panneaux affichaient, peu après le passage à l'année 2007, l'inscription « Bonne année 2 143 soldats ! » De plus, il y a une référence aux affiches de recrutement de la Seconde Guerre mondiale sur des panneaux affichant « Il fait son devoir... Et vous ? ».
D'autres publicités sont sorties pour annoncer l'extension Northern Strike, en montrant des images du Goliath ou du Hachimoto, avec un message disant « Le meilleur ami du soldat ». Depuis le 17 mars 2007, les publicités ne sont plus composées que de promotions pour Northern Strike et pour les processeurs Intel Core 2.Les dernières publicités apparues dans le jeu ont fait la promotion du film Max Payne 2 et de la sortie de Rocky Balboa et de Fight Club en Blu-Ray.

### Bonus d'achat
Les joueurs qui ont précommandé Battlefield 2142 dans les magasins Fnac ont reçu une arme téléchargeable gratuitement, remplaçant le Scar 11 de l'UE (fusil d'assaut de base) par la mitrailleuse de défense Bofors (une version retravaillée de l'arme). Si certains joueurs aiment ce remplacement, il fut critiqué par d'autres à cause de sa taille imposante et sa capacité à masquer des ennemis situés derrière. Il n'y a actuellement aucun moyen rapide de retirer cette arme, à moins de demander à EA la suppression du compte puis la création d'un nouveau avec transfert de toutes les statistiques, etc.. Cependant, le patch 1.40 devrait permettre de choisir entre le SCAR 11 et le BOFORS (et les autres armes débloquées).
Ceux qui avaient un compte sur Battlefield 2 pouvaient participer au « programme des vétérans » qui leur permettait de réserver leur nom de soldat dans le jeu bien avant sa sortie, d'accéder immédiatement au « second rang », d'avoir un sigle spécial permettant de les distinguer des autres joueurs, et d'avoir un timbre de voix exclusif dans Battlefield 2.